# الرحلة رقم 871 التابعة لشركة الخطوط الجوية الإسكندنافية
الرحلة 871 التابعة لشركة الخطوط الجوية الإسكندنافية كانت رحلة ركاب مجدولة تربط بين كوبنهاغن في الدنمارك والقاهرة في مصر، مع توقفات وسطية متعددة. في 19 يناير 1960، تحطمت طائرة سود أفياسيون كارافيل التي كانت تقوم بهذه الرحلة أثناء اقترابها من مطار إسنبوغا الدولي في تركيا، مما أسفر عن مقتل جميع ركاب الطائرة وطاقمها، وقد كان هذا الحادث أول حادث مميت لطائرة من طراز كارافيل.

## الحادث
أقلعت الرحلة 871 من مطار كوبنهاغن في تمام الساعة 09:44 بتوقيت غرينتش. كانت الطائرة قد توقفت سابقًا في دسلدورف بألمانيا وفيينا بالنمسا قبل أن تصل إلى إسطنبول الساعة 17:20 بتوقيت غرينتش، حيث استبدل الطاقم بطاقم جديد لتسيير الجزء المتبقي من الرحلة. غادرت الطائرة مطار يشيلكوي بإسطنبول الساعة 18:00 متجهة إلى مطار إسنبوغا الدولي في أنقرة، تركيا. كان على متن الطائرة 35 راكبًا و7 من أفراد الطاقم. لم تمر الرحلة بأي طارئ حتى بدأ الطاقم في الاقتراب من المطار. في الساعة 18:41، أبلغ الطاقم مراقبة الحركة الجوية أنه بدأ الهبوط من ارتفاع 13,500 قدم (حوالي 4,115 متر) إلى 12,000 قدم (حوالي 3,658 متر). وعند الساعة 18:45، أفاد الطاقم بوصولهم على ارتفاع 6,500 قدم (حوالي 1,981 متر) وما زالوا في مسار الهبوط. عند الساعة 18:47، اصطدمت الطائرة بالأرض على ارتفاع 3,500 قدم (حوالي 1,067 متر) بين منطقة جبال أنقرة والمطار، مما أسفر عن مقتل جميع ركاب الطائرة وطاقمها البالغ عددهم 42 شخصًا.

## سبب الحادث
وقع الحادث نتيجة هبوط غير مقصود للطائرة تحت الحد الأدنى المسموح به للارتفاع أثناء الاقتراب النهائي من مطار إسنبوغا. ولم يُمكن تحديد سبب هذا الهبوط بسبب نقص الأدلة الحاسمة.